# ستاي
إبقي أو ستاي (Stay) هي أغنية دي جي النرويجي كايغو رفقة المؤدية الصوتية ماتي نوييس (بالإنجليزية: Maty Noyes)‏.